# Uncía (gemeente)
Uncía is een gemeente (municipio) in de Boliviaanse provincie Rafael Bustillo in het departement Potosí. De gemeente telt naar schatting 24.104 inwoners (2018). De hoofdplaats is Uncía.

## Indeling
De gemeente bestaat uit de volgende kantons:
- Kanton Uncía (centrale plaats: Uncía)
- Kanton Cala Cala (centrale plaats: Cala Cala)

Tot juni 2009 behoorde tot de gemeente:
- Kanton Chuquihuta (centrale plaats: Chuquihuta)